# Mirko Kodić
Mirko Kodić est un accordéoniste serbe né en 1957.

## Biographie
Mirko Kodić est né le 29 novembre 1957 à Jasenovo, dans la Serbie de l’ancienne fédération yougoslave. Il apprit la musique sous la direction de l’accordéoniste Vitomir Životić.
Auteur lui-même de nombreuses compositions pour des chanteurs yougoslaves, il est également l'auteur de nombreux "hits" qui sont des compositions instrumentales de danses appelées kolo, dont les plus connues sont Vlaški skok, Vlaški san, Duletove gajde, Vlaški dragulj, Resavski vez, Moravski biser, Jasnino kolo et Vlaška dvojka.
On le range parmi les artistes serbes de grand renom, malgré un succès commercial relativement faible.

## Discographie
- 1976 : Мирко Кодић и Велизар Матушић
- 1977 : Квартет Мирка Кодића и Радомира Маринковића
- 1979 : Кола
- 1979 : Фестивал Илиџа '79
- 1979 : Квартет Мирка Кодића и Радомира Маринковића 2
- 1979 : Кола 2
- 1979 : Нова златна хармоника
- 1979 : Незаборавне песме
- 1980 : Народна кола
- 1981 : Мирко Кодић и Љубиша Илић (Зоричино коло)
- 1982 : Заљубљено срце
- 1984 : Дијаманти
- 1985 : Кобац коло
- 1986 : Текила са-са (Хит кола)
- 1988 : Нова кола
- 1989 : Најлепша кола
- 1990 : Folk Extra
- 1990 : Folk Extra 2
- 1992 : Кола 3
- 1993 : Мирко Кодић - Нова кола
- 1995 : Мирко Кодић - Нова кола 2
- 1999 : Мирко Кодић и Далибор Марковић
- 2002 : Најновија кола
- 2003 : Најлепша кола 2
- 2009 : Кола 4